# Mansoura
Mansoura (em árabe: منصورة) é uma cidade e comuna localizada na província de Bordj Bou Arreridj, Argélia. Segundo o censo de 2008, a população total da cidade era de 21 280 habitantes.